# Heidrun Schlieker
Heidrun Schlieker (* 1943 in Kiel, Provinz Schleswig-Holstein) ist eine deutsche Lehrerin, Malerin, Illustratorin und niederdeutsche Autorin.

## Leben
Aufgewachsen ist Schlieker an der Kieler Förde. In ihrem Elternhaus wurde Hochdeutsch gesprochen, da Plattdeutsch, das sie von ihren aus Dithmarschen stammenden Großeltern erlernte, in der Öffentlichkeit zu dieser Zeit verpönt war.
Nach der Schulzeit absolvierte Schlieker ein Studium der Pädagogik an der Pädagogischen Hochschule Kiel und der Universität Hannover. Anschließend unterrichtete sie an verschiedenen Grundschulen, zuletzt bis zu ihrer Pensionierung im Jahr 2007 in Großburgwedel, wo sie bereits vor vielen Jahren eine Plattdeutsch-AG ins Leben rief.
Privat macht Schlieker die Pflege der Niederdeutschen Sprache zu ihrem Anliegen; schreibt plattdeutsche Kinderbücher und illustriert diese selbst. Des Weiteren ist sie auch als Malerin aktiv.
Außerdem ist die Autorin Mitglied in folgenden literarischen Einrichtungen: seit 2007 in der Hamburger Fehrs-Gilde, seit 2008 im Verein Bevensen-Tagung, seit 2015 im Institut für niederdeutsche Sprache in Bremen und seit 2017 im „Quickborn“, Vereinigung für niederdeutsche Sprache und Literatur in Hamburg.
Heidrun Schlieker ist verheiratet und lebt in Großburgwedel.

## Ehrungen
- 2015: Lüttjepütt-Preis der Niedersächsischen Sparkassenstiftung
- 2018: Fritz-Reuter-Preis der Carl Toepfer Stiftung F.V.S.

## Werke
- Brummer Hinnerk un Spinn Hillegund, Verlag Boyens & Co., Heide 2007, ISBN 978-3-8042-1212-1
- Claas op Reisen, Wachholtz Verlag, Neumünster 2008, ISBN 978-3-529-04778-7
- Teihn lütte Gössels, GG-Verlag, Hameln 2009, ISBN 978-3-939492-22-1
- Un denn geiht dat hüpp, hüpp, hopp: plattdüütsche Kinnerleder, Gedichten und Klüterkram, Selbstverlag, Burgwedel ca. 2010
- Dat föffte Oosterei, GG-Verlag, Hameln 2010, ISBN 978-3-939492-27-6
- Imke Imm, GG-Verlag, Hameln 2011, ISBN 978-3-939492-37-5
- Brummer Hinnerk söcht´n Fründ, Boyens Medien|Verlag Boyens & Co., Heide 2011, ISBN 978-3-8042-1332-6
- De lütte Schipper un sien Koh, GG-Verlag, Hameln 2012, ISBN 978-3-939492-41-2
- Platt mit Hein un Emma: Arbeitsmaterialien für Plattdeutsch in Kindertageseinrichtungen und Grundschulen, Klang und Sprachspiel, Singen – Spielen – Bewegung  von Marianne Ehlers und Heidrun Schlieker, Ehlers, Bordesholm 2014
- Snack, Snick un Botterlick oder De Reis na Bollerbüttel: En Billerbook op Plattdüütsch för lütte un grote Lüüd, Plaggenhauer Verlag, Lüneburg 2017, ISBN 978-3-937949-21-5
- Spelen – Radeln – Malen – Klütern: to dat Book Snack, Snick un Botterlick, Plaggenhauer Verlag, Lüneburg 2018, ISBN 978-3-937949-23-9